# 封山寺遗址
封山寺遗址，位于中国河北省唐山市前窝子村，为唐山市迁安市的一个省级文物保护单位，类型为古遗址，公布时间为1993年7月15日。
封山寺遗址的历史年代为夏、商。